# Jarabá
Jarabá (allemand : Briegarten), est un village de Slovaquie situé dans la région de Banská Bystrica.

## Histoire
Première mention écrite du village en 1540.

## Démographie

### Évolution de la population
| Année:               | 1994. | 2004.    | 2014.   | 2024.    |
| -------------------- | ----- | -------- | ------- | -------- |
| Nombre de personnes: | 36    | 48       | 42      | 36       |
| Différence:          |       | +33,33 % | -12,5 % | -14,28 % |

| Année:               | 2023. | 2024.   |
| -------------------- | ----- | ------- |
| Nombre de personnes: | 35    | 36      |
| Différence:          |       | +2,85 % |